# Beeraak

Ausgabe des Berraak von 1973

Die Notensammlung Beeraak umfasst ein Repertoire von annähernd 300 internationalen Volkstanzmelodien aus vielen Ländern (Ost- und Westeuropa, Armenien, Israel, USA). Der Beeraak wurde in den Niederlanden gesammelt und erschien dort erstmals 1973.
Das Liederbuch hat ein- oder zweistimmige Akkordangaben.

## Entstehungsgeschichte
Beeraak ist ein zusammengesetzter Kunstname aus den Namen von Jan Berend (Beer = Bär) und Andries (Akie) Dusink, zwei Mitglieder des Niederländischen Jugendbunds für Naturbeobachtung (NJN), die den ersten Beeraak zum NJN-Kongress 1973 herausgaben. Im NJN, BJN (Belgien), DJN (Deutschland) und in anderen Jugendverbänden wurde viel getanzt („gehopst“) und die Notensammlung bewirkte, dass zunehmend Mitglieder des Jugendbundes die Tänze musikalisch begleiten konnten. Der erste Beeraak war darum schnell vergriffen, es folgte im Jahr 1975 eine zweite Auflage bis zur siebten Auflage 1990 für die ersten 20 Jahre.
Im Jahr 2001 gab es so viele neue Tänze in den Niederlanden, dass die Volkstanzgruppe Kadans eine erweiterte Neuausgabe unter dem Titel Meeraak (Mehraak) in Zusammenarbeit mit Nevofoon herausgegeben hat.

## Ausgaben
- 1. Auflage 1973: 160 Volkstänze; zusammengestellt von: siehe oben
- 2. Auflage 1975: 200 Volkstänze; zusammengestellt von: wie 1. Auflage
- 3. Auflage 1977: 155 Volkstänze; zusammengestellt von Rob Zoomer und Dorinde Witsel in Zusammenarbeit mit dem Jeugdbondsuitgeverij (JBU, Jugendbund Verlag)
- 4. Auflage 1985: 300 Volkstänze; zusammengestellt von der Volkstanzmusikgruppe Kadans und herausgegeben in Zusammenarbeit mit dem JBU und der Stiftung Nevofoon.
- 6. Auflage 1988: Von diesem Zeitpunkt an bleibt der Inhalt stabil; zusammengestellt von der Volkstanzgruppe Kadans und herausgegeben von der Stiftung Nevofoon
- 7. Auflage 1990

Erweiterte Neuausgabe
- Meeraak. Voor melodieinstrument, met akkoordsymbolen.  Nevofoon, Winschoten 2001, ISBN 90-6542-093-2, Spiralbindung. Mit Einleitung und Diskografie.[2]